# Rumours Live
Rumours Live es un álbum en vivo de la banda de rock británico-estadounidense Fleetwood Mac, publicado el 8 de septiembre de 2023 a través de Rhino Entertainment y Warner Records.

## Grabación
Las canciones fueron grabadas el 29 de agosto de 1977 en The Forum de Inglewood, California, en el Rumours Tour. La lista de canciones comprende temas de Fleetwood Mac de 1975 y Rumours de 1977, con la excepción de «Oh Well», lanzada como sencillo en 1969. Todas las grabaciones eran inéditas, con la excepción de «Gold Dust Woman», que apareció en la reedición de 2021 de Live. La versión en vivo de «Dreams» precedió al lanzamiento del álbum. Ken Caillat grabó el concierto de la banda utilizando un camión de grabación móvil propiedad del estudio Record Plant, en el que la banda grabó la mayor parte de Rumours. Al concierto asistieron cerca de 20.000 aficionados.

## Lista de canciones
| Lista de canciones de Rumours Live |                          |                                                         |          |  |
| N.º                                | Título                   | Escritor(es)                                            | Duración |  |
| 1.                                 | «Say You Love Me»        | Christine McVie                                         | 4:29     |  |
| 2.                                 | «Monday Morning»         | Lindsey Buckingham                                      | 3:27     |  |
| 3.                                 | «Dreams»                 | Stevie Nicks                                            | 4:08     |  |
| 4.                                 | «Oh Well»                | Peter Green                                             | 3:03     |  |
| 5.                                 | «Rhiannon»               | Nicks                                                   | 8:07     |  |
| 6.                                 | «Oh Daddy»               | C. McVie                                                | 4:48     |  |
| 7.                                 | «Never Going Back Again» | Buckingham                                              | 2:48     |  |
| 8.                                 | «Landslide»              | Nicks                                                   | 4:17     |  |
| 9.                                 | «Over My Head»           | C. McVie                                                | 3:28     |  |
| 10.                                | «Gold Dust Woman»        | Nicks                                                   | 7:19     |  |
| 11.                                | «You Make Loving Fun»    | C. McVie                                                | 4:54     |  |
| 12.                                | «I'm So Afraid»          | Buckingham                                              | 5:47     |  |
| 13.                                | «Go Your Own Way»        | Buckingham                                              | 5:00     |  |
| 14.                                | «World Turning»          | Buckingham, C. McVie                                    | 7:34     |  |
| 15.                                | «Blue Letter»            | Richard Curtis, Michael Curtis                          | 5:10     |  |
| 16.                                | «The Chain»              | Buckingham, Mick Fleetwood, C. McVie, John McVie, Nicks | 5:58     |  |
| 17.                                | «Second Hand News»       | Buckingham                                              | 3:16     |  |
| 18.                                | «Songbird»               | C. McVie                                                | 4:08     |  |

## Créditos y personal
Créditos adaptados desde las notas de álbum de Rumours Live.
Fleetwood Mac
- Mick Fleetwood – batería, percusión
- John McVie – guitarra bajo
- Christine McVie – teclados, sintetizador, voces
- Lindsey Buckingham – guitarras, voces
- Stevie Nicks – voces

Personal técnico
- Ken Caillat – grabación
- Bill Inglot – productor, mezclas
- Steve Woolard – productor
- Patrick Milligan – supervisor del proyecto
- Brian Dodd – gerente del producto
- Brian Kehew – mezclas
- Dan Hersch – masterización
- Chris Bellman – lacquers
- Sheryl Farber, Mike Johnson, Amelia Halverson, Susanne Savage, John Strother, Mike Wilson – asistentes del proyecto

Diseño
- Rory Wilson – director artístico, diseño de portada
- Kristin Attaway – gerente de embalaje
- Herbert Worthington III – fotografías

## Posicionamiento
| Gráfica (2023)                             | Pico de posición |
| ------------------------------------------ | ---------------- |
| Escocia (Scottish Albums Chart)            | 6                |
| España (PROMUSICAE)                        | 80               |
| Estados Unidos (Billboard 200)             | 81               |
| Estados Unidos (Billboard Top Rock Albums) | 14               |
| Francia (SNEP)                             | 51               |
| Japón (Billboard Japan Hot Albums)         | 62               |
| Nueva Zelanda (Recorded Music NZ)          | 32               |
| Reino Unido (UK Albums Chart)              | 34               |